# Broek en Simontjes
De Polder Broek en Simontjes is een polder en een voormalig waterschap in de huidige Nederlandse gemeenten Leiden, Oegstgeest en Teylingen, provincie Zuid-Holland. 
De Broekpolder (gesticht op 25 juli 1625) werd in 1639 verenigd met de Simontjespolder (gesticht begin 17e eeuw).
Het waterschap was verantwoordelijk voor de vervening, drooglegging en later de waterhuishouding in de polders.
In 1966 werd het grootste gedeelte van de polder door de gemeente Leiden geannexeerd van Oegstgeest ten behoeve van de bouw van de Merenwijk. De eerste huizen werden hier in 1971 opgeleverd. In 1983 volgde een grenswijziging met de toenmalige gemeente Warmond, waarna de wijk kon worden voltooid. 
Begin 21e eeuw werd in het overgebleven Oegstgeestse deel de Vinexwijk Poelgeest gebouwd, waarna de polder nu vrijwel geheel bebouwd is. Alleen het meest noordelijke gedeelte, het overgebleven deel van Warmond in de huidige gemeente Teylingen, is groen gebleven. Desondanks is het oorspronkelijke polderlandschap slechts in het meest noordoostelijke gedeelte nog herkenbaar, omdat het andere deel is ingericht als golfbaan. In de Merenwijk is ter herinnering aan het polderlandschap de Broekweg, de voormalige polderweg, gespaard gebleven, welke nu een belangrijke fietsverbinding vormt tussen de Leidse binnenstad, de Merenwijk en de Kagerplassen.

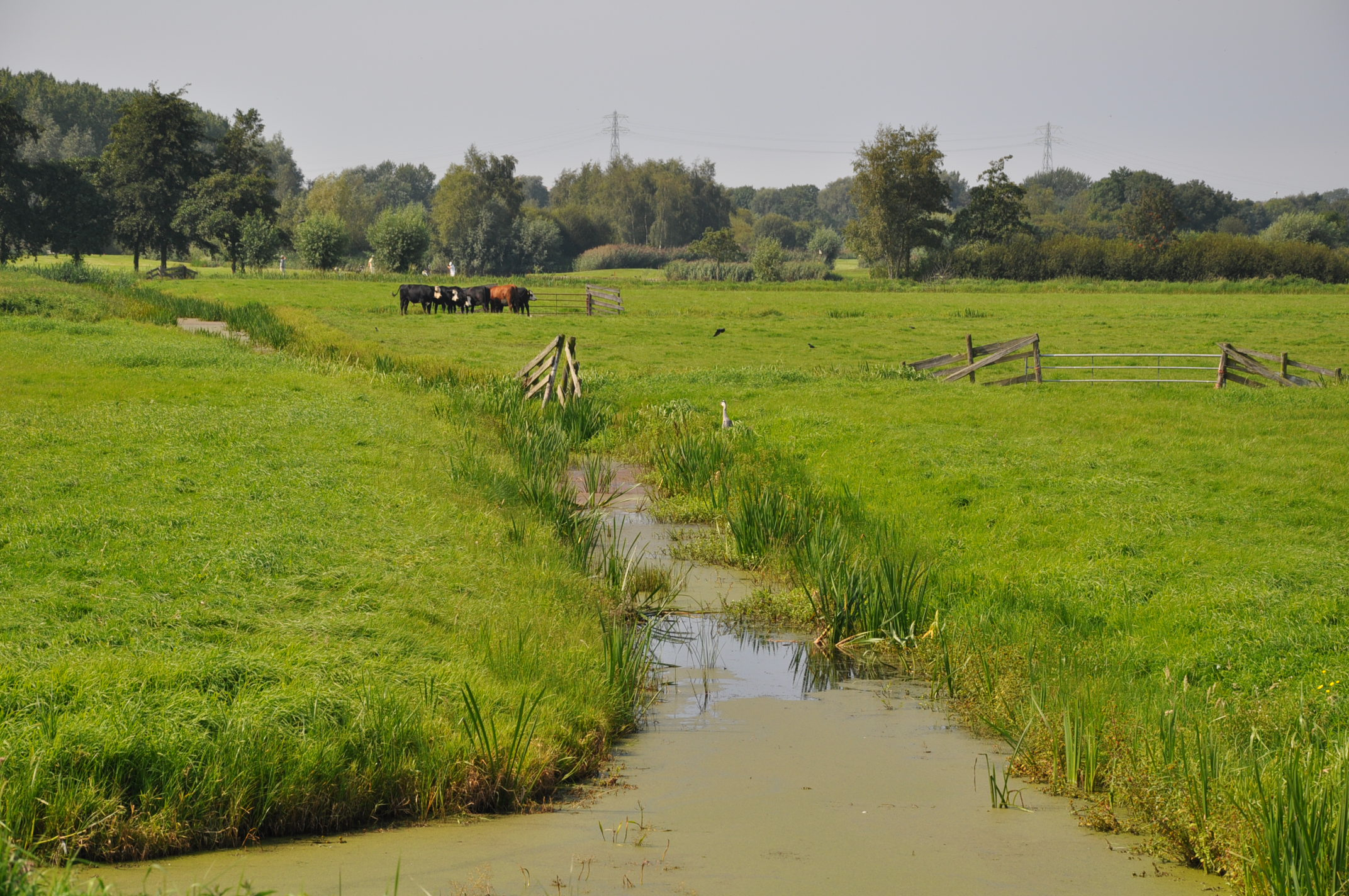
Het laatste resterende stukje van de Broek- en Simontjespolder
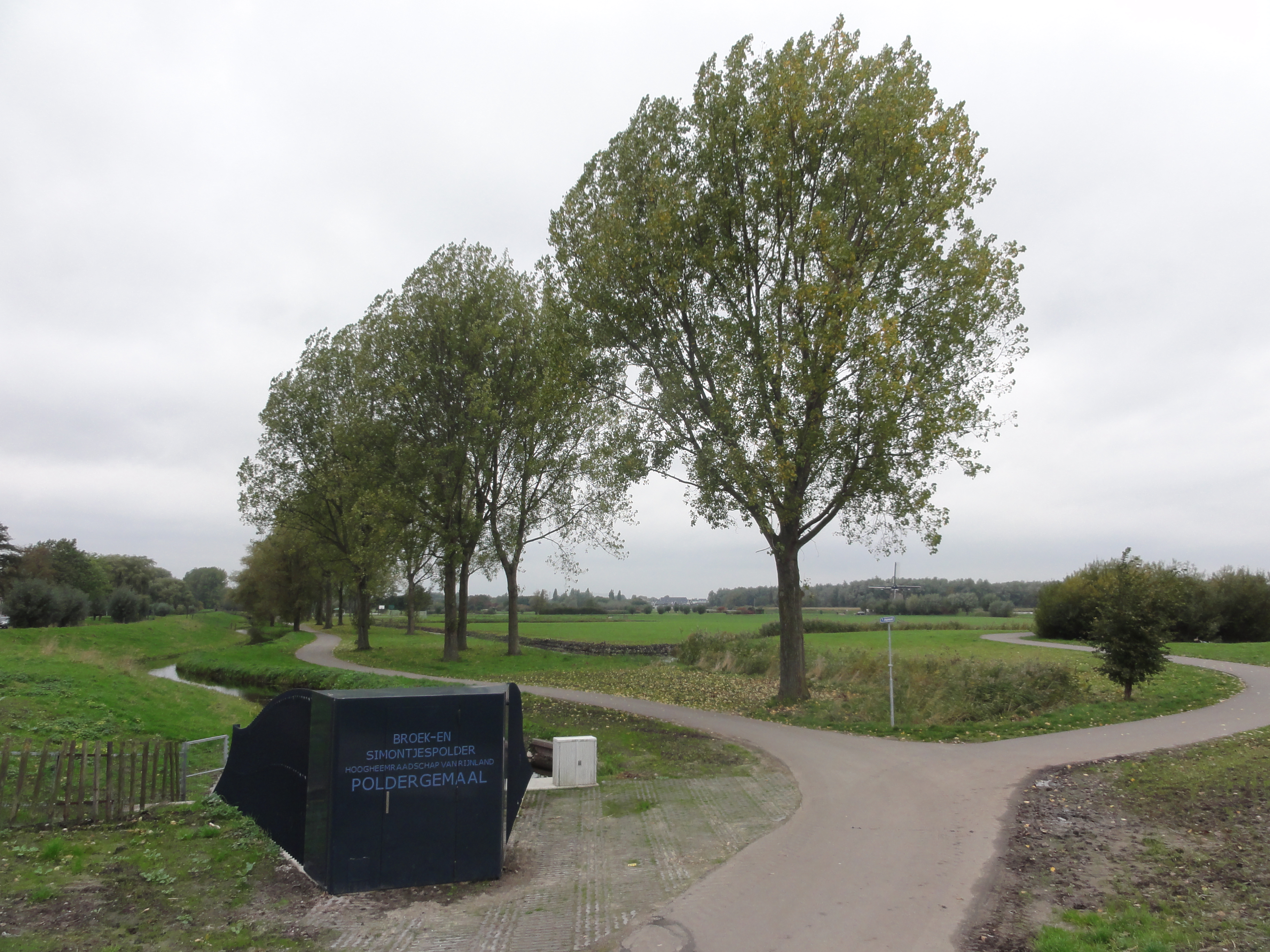
Het gerenoveerde gemaal met daarachter de polder